# Josefin Malmqvist
Amanda Josefin Theresia Malmqvist, född 29 mars 1987 i Malmö Sankt Johannes församling, är en svensk moderat politiker och riksdagsledamot. Hon var 2016–2018 kommunalråd i Sundbyberg, är riksdagsledamot sedan riksdagsvalet 2018 och var Moderatkvinnornas ordförande 2019–2025. Sedan 2024 är Malmqvist gruppledare för Moderaterna i Utbildningsutskottet samt därmed partiets utbildningspolitiska talesperson. 

## Utspel och profilfrågor

### Utbildning
Malmqvist har i en artikel i Dagens Samhälle framhållit den stora roll som privata aktörer spelar inom vuxenutbildningen. Om vinstbegränsning inom utbildningssektorn införs, enligt förslag från Socialdemokraterna och Vänsterpartiet, så menar hon att dessa privata alternativ inte längre kommer att finnas kvar. Det vore i sin tur, enligt Malmqvist, "nådastöten mot integrationen av nyanlända i Sverige".

### Arbetsförmedlingen
Malmqvist har på DN Debatt, tillsammans med ett par partikollegor, föreslagit att Arbetsförmedlingen läggs ner i sin nuvarande form. Istället menar hon och kollegorna att ansvaret bör läggas över på kommunerna. Dessutom föreslås i debattartikeln även införande av en så kallad jobbpeng. 

## Privatliv
Malmqvist har ett förhållande med krigsvetaren och Rysslandskännaren  Oscar Jonsson. De har ett barn tillsammans.